# Asumpție
O asumpție este o propoziție (adevărată sau falsă) care se presupune ca fiind adevărată pentru scopul argumentului care urmează.
În logica silogistică, asumpția este premisa minoră.